# Хокеј на леду за жене на Зимским олимпијским играма 2006.
Такмичења у Хокеју на леду за мушкарце на Зимским олимпијским играма 2006. су одржана у Торину у Италији у периоду од 11. до 20. фебруара 2006. Такмичења у хокеју на леду су се одржавала у Паласпорт Олимпику и Торино Еспосизионију.
На турниру је играло 8 екипа, подељених у две групе по четири тима, у којима се играло по једноструком бод систему (свако са сваким једну утакмицу). Две најбоље пласиране екипе из обе групе пласирале су се у полуфинале.

## Репрезентације
| Група A - Канада - Русија - Шведска - Италија | Група Б - Швајцарска - Финска - Немачка - Сједињене Државе |

## Први круг

### Група А
| Датум       | Време | Репрезентација | Репрезентација | Резултат | Трећине       |
| ----------- | ----- | -------------- | -------------- | -------- | ------------- |
| 11. фебруар | 15:35 | Шведска        | Русија         | 3:1      | (0:0,2:1,1:0) |
| 11. фебруар | 20:35 | Канада         | Италија        | 16:0     | (5:0,4:0,7:0) |
| 12. фебруар | 16:35 | Русија         | Канада         | 0:12     | (0:7,0:2,0:3) |
| 13. фебруар | 15:05 | Шведска        | Италија        | 11:0     | (3:0,5:0,3:0) |
| 14. фебруар | 13:05 | Италија        | Русија         | 1:5      | (1:1,0:1,0:3) |
| 14. фебруар | 15:35 | Канада         | Шведска        | 8:1      | (2:0,5:1,1:0) |

| 1 | Канада  | 3 | 3 | 0 | 0 | 0 | 36 | 1  | +35 | 6 |
| 2 | Шведска | 3 | 2 | 0 | 0 | 1 | 15 | 9  | +6  | 4 |
| 3 | Русија  | 3 | 1 | 0 | 0 | 2 | 6  | 16 | -10 | 2 |
| 4 | Италија | 3 | 0 | 0 | 0 | 3 | 1  | 32 | -31 | 0 |

### Група Б
| Датум       | Време | Репрезентација | Репрезентација | Резултат | Трећине       |
| ----------- | ----- | -------------- | -------------- | -------- | ------------- |
| 11. фебруар | 13:05 | Финска         | Немачка        | 3:0      | (2:0,0:0,1:0) |
| 11. фебруар | 18:05 | САД            | Швајцарска     | 6:0      | (1:0,1:0,4:0) |
| 12. фебруар | 19:05 | Немачка        | САД            | 0:5      | (0:2,0:2,0:1) |
| 13. фебруар | 17:35 | Финска         | Швајцарска     | 4:0      | (1:0,0:0,3:0) |
| 14. фебруар | 18:05 | Швајцарска     | Немачка        | 1:2      | (0:0,1:2,0:0) |
| 14. фебруар | 20:35 | САД            | Финска         | 7:3      | (1:2,1:1,5:0) |

| 1 | Сједињене Државе | 3 | 3 | 0 | 0 | 0 | 18 | 3  | +15 | 6 |
| 2 | Финска           | 3 | 2 | 0 | 0 | 1 | 10 | 7  | +3  | 4 |
| 3 | Немачка          | 3 | 1 | 0 | 0 | 2 | 2  | 9  | -7  | 2 |
| 4 | Швајцарска       | 3 | 0 | 0 | 0 | 3 | 1  | 12 | -11 | 0 |

## Пласман од 5-8 места
| Датум       | Време | Репрезентација | Репрезентација | Резултат | Трећине       |
| ----------- | ----- | -------------- | -------------- | -------- | ------------- |
| 17. фебруар | 13:05 | Русија         | Швајцарска     | 6:2      | (1:1,4:1,1:0) |
| 17. фебруар | 18:30 | Немачка        | Италија        | 5:2      | (3:2,0:0,2:0) |

### Меч за седмо место
| Датум       | Време | Репрезентација | Репрезентација | Резултат | Трећине       |
| ----------- | ----- | -------------- | -------------- | -------- | ------------- |
| 20. фебруар | 13:05 | Швајцарска     | Италија        | 11:0     | (4:0,6:0,1:0) |

### Меч за пето место
| Датум       | Време | Репрезентација | Репрезентација | Резултат | Трећине               |
| ----------- | ----- | -------------- | -------------- | -------- | --------------------- |
| 20. фебруар | 19:00 | Немачка        | Русија         | 1:0 пен. | (0:0,0:0,0:0,0:0,1:0) |

## Полуфинале
| Датум       | Време | Репрезентација | Репрезентација | Резултат | Трећине               |
| ----------- | ----- | -------------- | -------------- | -------- | --------------------- |
| 17. фебруар | 17:05 | САД            | Шведска        | 2:3 пен. | (1:0,1:2,0:0,0:0,0:1) |
| 17. фебруар | 21:05 | Канада         | Финска         | 6:0      | (2:0,2:0,2:0)         |

### Меч за треће место
| Датум       | Време | Репрезентација | Репрезентација | Резултат | Трећине       |
| ----------- | ----- | -------------- | -------------- | -------- | ------------- |
| 20. фебруар | 16:35 | Финска         | САД            | 0:4      | (0:3,0:1,0:0) |

### Финале
| Датум       | Време | Репрезентација | Репрезентација | Резултат | Трећине       |
| ----------- | ----- | -------------- | -------------- | -------- | ------------- |
| 20. фебруар | 20:35 | Шведска        | Канада         | 1:4      | (0:2,0:2,1:0) |

## Олимпијски победник
| Победник Зимских олимпијских игара 2010. у хокеју на леду |
| Канада Друга титула                                       |

## Коначни пласман учесника
|    | Канада     |
|    | Шведска    |
|    | САД        |
| 4. | Финска     |
| 5. | Немачка    |
| 6. | Русија     |
| 7. | Швајцарска |
| 8. | Италија    |